# Amor profundo
Amor profundo es una canción en ritmo de murga compuesta por el cantante uruguayo Alberto Wolf, estrenada por la murga La Gran Siete en el carnaval montevideano del año 2000 y publicada en el disco de Wolf Nada de cosas raras de 1995. Sin embargo este tema fue popularizado por su compatriota, el músico popular Jaime Roos en su álbum de estudio Contraseña editado en el año 2000 bajo el sello Columbia.

## Interpretación
En la segunda versión del último es destacable la voz solista de Freddy Zurdo Bessio; cantante de murga que acompaña al grupo Contraseña que lidera Roos. El videoclip  fue dirigido por Guillermo Peluffo y muestra a Jaime y sus músicos por lugares característicos de Montevideo.